# フリーウェーブ
フリーウェーブは、KBS京都（現・京都放送）がナイター中継のオフシーズンに放送していたラジオ番組枠の総称。

## 概要
1980年10月のナイターオフより「フリーウェーブ めいど・いん・きょうと」のタイトルでスタート。「何が飛び出すかわからない」というコンセプトで始まった。
一時1987年度から1990年度まで「電リク七変化」→「電リクふりーく最前線」として全編パーソナリティが女性のみの電リク番組にリニューアルしたこともあったが、その後再び日替わりバラエティー番組枠に戻り、あらゆるジャンルの番組が放送されていた。また1989年度から1991年度まではフリーウェーブのタイトルが本枠から無くなっていた
『フリーウェーブ』の番組枠名は2011年度をもって終了し、各番組が独立して放送されるようになった。

### フリーウェーブ枠終了後
2012年度では火曜日の『滝トールのおつかれさん!』（滝トール、和泉夏子） と金曜日の『span!三世』（span!、北川智美）が2部制を敷いているほかは30分の中断をはさんで放送されており、19:00からの30分は【ニッポン放送発全国ネット番組】を放送している。
2015年度の旧水曜Ⅱ部は自社制作番組を取りやめ、ネット番組を放送した。
2016年度、旧水曜Ⅱ部は『ミキの兄弟でんぱ!』で自社制作に復帰。変わって旧水曜Ⅰ部と旧木曜Ⅱ部の19時台がネット番組へ切り替わった。
2017年度、旧水曜Ⅰ部が自社制作へ変更。変わって旧木曜Ⅱ部が全編ネット番組となる。

## 番組タイトルとパーソナリティ
放送時間は各年度の節をそれぞれ参照。
フリーウェーブのタイトルが無くなっていた1989年度から1991年度までについても便宜上こちらに掲載。

### 1980年度
この年度から1986年度までタイトルは「フリーウェーブ めいど・いん・きょうと」
（月曜～金曜・20:00～21:00）
月曜日
- 青春伝言板 （尾関宗園）

火曜日
- クロスカウンターでぶっつぶせ! （野口小太郎、桂文也）

水曜日
- おもしろハンバーガー （山田好巳、月亭八方）

木曜日
- アタックDJNo.1 （山崎弘士、板東英二）

金曜日
- ヴァンドルディー （浜本由三子、ミスターハウゼ）

### 1981年度
（月曜～金曜・20:00～20:50）
月曜日
- るんるんカンパニー （水谷ひろし）

- ※ポップスを特集。

火曜日
- 諸口あきらのハーティーゾーン

- ※「人間らしい心を探る」というコンセプトの番組。

水曜日
- ザ・音楽 （八島洋子）

- ※アイドルポップスとニューミュージックを特集。

木曜日
- 露の五郎の夜が始まる前に （露の五郎、上田美香子）

- ※トークとはがき紹介中心。

金曜日
- サウンドグラフィック （中塚和代）

- ※1960年代ポップスとグループ・サウンズをクローズアップ。

### 1982年度
（月曜～金曜・20:00～21:00）
※この年は当時の番組表上、土曜日も本枠に加わっていた。
月曜日
- Rockin’ “Emotional” Factory （杉田恵理子）

火曜日
- ジョイ・ジョイ・リクエスト （あしはらきょうこ）

水曜日
- 諸口あきらのビッグ・ウェンズデイ

木曜日
- サウンドグラフィック （中塚和代）

金曜日
- コブラン・びっく・ラ・らいぶ （三井雅弘、春やすこ）

土曜日
- ハロー!ミスターキャメルマン （立原啓裕）

### 1983年度
（月曜～金曜・20:00～21:00）
月曜日
- 月光仮面と少女B （上田彰、川田恵子）

火曜日
- 週刊結婚ジャーナル （増田俊郎 他）

水曜日
- びっく・ラ・らいぶ （三井雅弘、嘉門達夫）

木曜日
- 諸口あきらのアクティブ・ダンディ

金曜日
- 千夜一夜倶楽部 （タコ、シン）

### 1984年度
（月曜～金曜・20:00～21:00）
月曜日
- トナリの芝生 （桂雀々、三井雅弘）

火曜日
- コセンにキャンディーの今夜は無茶苦茶 （コセン、川田恵子）

水曜日
- 今夜はアナだらけ （KBSアナウンサー総出演）

木曜日
- 今夜もアナだらけ （KBSアナウンサー総出演）

金曜日
- 又今夜もアナだらけ （KBSアナウンサー総出演）

### 1985年度
（月曜～金曜・20:00～21:00）
月曜日
- 今夜はアナだらけ （KBSアナウンサー総出演）

火曜日
- コセンのナマナマ60 （1960年代グラフィティ）

水曜日
- 雅人のスポーツすくらんぶる

木曜日
どんぐりコロコロ共和国 （岡野真人 他）
金曜日
- Sound Effect （久保房郎）

### 1986年度
（月曜～金曜・20:00～21:00）
月曜日
- ナイス・キャンパス

火曜日
- 嗚呼・サラリーマン

水曜日
- （タイトル不明） （ジーン長尾）

木曜日
コセンのおしゃべりナイト
金曜日
- 男と女のラグタイム

### 1987年度
「フリーウェーブ めいど・いん・きょうと 電リク七変化」
（月曜～金曜・19:30～21:10、土曜～日曜・18:30～20:30）
※本枠に土曜日、日曜日も加わる。パーソナリティが女性のみの「電リク七変化」にリニューアル。
- 月曜日：下清美
- 火曜日：西尾友里
- 水曜日：ジーン長尾
- 木曜日：熊谷ニーナ
- 金曜日：ミッシェル
- 土曜日：マリア・リグレスティ
- 日曜日：寺田佳永

### 1988年度
「フリーウェーブ めいど・いん・きょうと 電リク七変化」
（月曜～金曜・19:30～21:10、土曜・18:30～20:30、日曜・18:15～20:30）
- 月曜日：下清美
- 火曜日：藤雅代
- 水曜日：熊谷ニーナ
- 木曜日：ミッシェル
- 金曜日：木野やす代
- 土曜日：高野あさお
- 日曜日：松川美貴子

### 1989年度
「KBS京都電リク七変化」
（月曜～金曜・19:30～21:10、土曜・18:40～21:00、日曜・18:40～20:45）
※この年度からフリーウェーブのタイトルが一時消滅。
- 月曜日：永田里美
- 火曜日：蜷川久美子
- 水曜日：熊谷ニーナ
- 木曜日：明河ひろか
- 金曜日：工藤洋子
- 土曜日：浅野みち子
- 日曜日：森口友紀子

### 1990年度
「電リクふりーく最前線」
（月曜～金曜・19:30～21:10、土曜・19:00～21:30、日曜・19:00～20:45）
- 月曜日：藤岡久美子 「藤岡久美子のカラフルミュージック」
- 火曜日：蜷川久美子 「クミコミ・ステーション」
- 水曜日：阪口佳澄 「佳澄のビッグウェンズディ」
- 木曜日：熊谷ニーナ 「ニーナの電リク一番星」
- 金曜日：河上裕美 「河上裕美のおちゃめなFクラブ」
- 土曜日：森川みどり 「ふれあいサタデーサウンド」
- 日曜日：三好貴久子 「貴久子のLOVELY SUNDAY」

### 1991年度
「FINE AM 電リク大全集」
月曜日
- 山崎弘士のテケテケヒャップニング（19:30～21:10）

火曜日
- 良一・久美子のムーンライト・デュオ（19:30～21:10）大石良一、蜷川久美子

水曜日
- 真知子のラブイズメモリー（19:30～21:10）高橋真知子

木曜日
和泉修のひまじん倶楽部（19:30～21:10）和泉修、平野賢一
金曜日
- 水谷ひろしのミュージックパーティ（19:30～21:10）

土曜日
- 村上祐子のふれあいリクエスト・アベニュー（19:30～21:30）

日曜日
- 植月百枝のミュージックランドスケープ（19:00～20:45）

### 1992年度
「フリーウェーブ KYOTOワークショップ」
※フリーウェーブのタイトルが復活。
月曜日
- テケテケヒャップニング（19:30～21:10）山崎弘士

火曜日
- テレテレ100分ING（19:30～21:10）山口進、蜷川久美子

水曜日
- 電デンむしむしチンカッカ（19:30～21:10）つボイノリオ、牧吉佐登

木曜日
修のひまじん倶楽部（19:30～21:10）和泉修、平野賢一
金曜日
- 桂子の金曜情報倶楽部（19:30～21:10）小林桂子

土曜日
- Saturday Music Intersection（19:00～21:00）金子郁代

日曜日
- 必聴・電REQ・ビタミンM（19:00～20:45）

### 1993年度
「ふりーうぇーぶ・ミュージック・スクランブル」
月曜日
- 山崎弘士のテケテケ大爆発!（19:30～21:00）山崎弘士、田内寿子、長谷川和宏

火曜日
- 山口進のナイト・ナイト・ナインティ（19:30～21:00）山口進、蜷川久美子

水曜日
- つボイ・吉佐登の電デンむしむしチンカッカ（19:30～21:00）つボイノリオ、牧吉佐登

木曜日
- 和泉修のひまじん倶楽部（19:30～21:00）和泉修、平野賢一

金曜日
- 鶴笑・真由美の夜ははんじょう半畳、大繁盛!!（19:30～21:00）笑福亭鶴笑、秀平真由美

土曜日
- 玉井健二のサンデーYANCHA倶楽部（19:30～21:00）

日曜日
- 面白チャート・なんでもリクエスト（19:00～20:45）シーガルズ

### 1994年度
「ふりーうぇーぶ・ミュージック・スクランブル」
月曜日
- 山崎弘士のテケテケ大爆発!（19:30～21:00）山崎弘士、長谷川和宏、多田真知子

火曜日
- 久美子とかじこの不思議な夜（19:30～21:00）蜷川久美子、梶浦梶子

水曜日
- 電2むし2チンカッカ（19:30～21:00）水谷ひろし、牧吉佐登

木曜日
- 和泉修のひまじん倶楽部（19:30～21:00）和泉修、平野賢一

金曜日
- 鶴笑・真由美の夜はピポパで大繁盛!!（19:30～21:00）笑福亭鶴笑、秀平真由美

土曜日
- 土曜の夜は音楽工房（19:00～21:00）

日曜日
- 面白チャート・なんでもリクエスト（19:00～20:45）

### 1995年度
「ふりーうぇーぶ・めいど・いん KYOTO」
月曜日
- 山崎弘士のテケテケ大爆発!（19:30～21:00）山崎弘士、多田真知子

火曜日
- 男と女のおしゃべりナイト（19:30～21:00）梶浦梶子、岩崎正美、蜷川久美子

水曜日
- タージン・吉佐登のこたつの中で…（19:30～21:00）タージン、牧吉佐登

木曜日
- 和泉修のひまじん倶楽部（19:30～21:00）和泉修、平野賢一、名塩忠士

金曜日
- シンデレラエキスプレスの電リク A GO!GO!（19:30～21:00）

土曜日
- ぷりーず・ぷりーず・ミュージック（19:00～21:00）三宅一美

日曜日
- Music Sunday（19:00～20:00）太田修

### 1996年度
※この年度より枠タイトルが「フリーウェーブ」のみとなり、土曜・日曜が本枠から外れる。
月曜日
- 山崎弘士のビンビンラジオ（18:00～19:00）

火曜日
- 梶子のおしゃべりナイト（18:00～19:10）梶浦梶子
- 男と女のおしゃべりナイト（19:30～21:00）梶浦梶子、岩崎正美、蜷川久美子

水曜日
- 元気・典子のチョベリグジョッキー（18:00～19:00）松丸元気、中村典子
- 吉佐登・元気のカルチャー・クロス・ロード（19:30～21:00）牧吉佐登、松丸元気、中村典子

木曜日
- 和泉修のひまじん倶楽部SUPER（18:00～21:00）

金曜日
- 金曜ラジオパラダイス（18:00～21:00）茶木みやこ

### 1997年度
月曜日
- 山崎弘士のスーパーラジオ（18:00～19:00）

火曜日
- 梶浦梶子のカジチックパーク（18:00～19:00）
- 男と女のおしゃべりナイト（19:30～21:00）梶浦梶子、岩崎正美、蜷川久美子

水曜日
- ウエンズデー・ウエーブヒッツ（18:00～19:00）
- 吉佐登・伸一の欲張りタイム（19:30～21:00）

木曜日
- しましまんずの木曜日は独壇場（18:00～19:00）
- 和泉修のひまじん倶楽部（19:30～21:00）

金曜日
- 晃瓶・真紀のわいわいらんど（18:00～21:00）笑福亭晃瓶、大内真紀

### 1998年度
月曜日
- 山崎弘士のファイトラジオ（18:00～20:00）

火曜日
- 梶浦梶子のカジチックパーク（18:00～19:10）
- 男と女のおしゃべりナイト（19:30～21:00）梶浦梶子、岩崎正美、蜷川久美子

水曜日
- 吉佐登・伸一の欲張りナイト（18:00～21:00）

木曜日
- 非常階段シルクのはまぐりトワイライトジョッキー（18:00～19:10）
- とっちゃん・ひびきのあーりがっとさーん（19:30～21:00）坂田利夫、大木ひびき

金曜日
- 鶴松の金曜放談（18:00～21:00）笑福亭鶴松

### 1999年度
月曜日
- ばんばひろふみの人間どんぶり（18:00～19:10）

火曜日
- 梶浦梶子のカジチックパーク（18:00～19:10）
- 男と女のおしゃべりナイト（19:30～21:00）梶浦梶子、岩崎正美、蜷川久美子

水曜日
- MASSA&舞 ラジオ・小林家（18:00～19:10）
- 吉佐登・哲朗の9時までトーク“夜は吉佐登”（19:30～21:00）吉佐登、堀井哲朗

木曜日
- 非常階段シルクのはまぐりトワイライトジョッキー（18:00～21:00）非常階段シルク、森谷威夫

金曜日
- あの日!あの頃!小春団治（18:00～21:00）桂小春団治、やすみりえ

### 2000年度
火曜日
- 男と女のおしゃべりナイト（18:00～21:00）梶浦梶子、岩崎正美、蜷川久美子

水曜日
- 6時のナビ（18:00～19:00）松井桂三
- 吉佐登・桂三の今夜もワッショイ（19:30～21:00）牧吉佐登、松井桂三

木曜日
- 非常階段シルクのはまぐりトワイライトジョッキー（18:00～21:00）シルク、森谷威夫
- 辻本茂雄のビンテージクラブ（20:00～21:00）辻本茂雄、森谷威夫

金曜日
- 金曜鶴松倶楽部（18:00～21:00）笑福亭鶴松、内田香織

### 2001年度
火曜日
- 男と女のおしゃべりナイト（18:00～21:00）梶浦梶子、岩崎正美、加登有為子

水曜日
- ナビュージック（18:00～19:00）
- 吉佐登のわくわくトーク（19:30～21:00）牧吉佐登、永井康之

木曜日
- 堀内周と素敵な仲間たち（18:00～19:00）
- フィール・ヒーリング（19:30～21:00）志田直子

金曜日
- チュートリアルの金曜ナマチュー（18:00～21:00）チュートリアル

### 2002年度
火曜日
- 梶子のちょっとひとりごと(18:30～19:00）梶浦梶子
- 男と女のおしゃべりナイト（19:30～21:00）梶浦梶子、岩崎正美、加登有為子

水曜日
- 平成京都見廻隊（18:00～19:00）
- 吉佐登・康之の“お話玉手箱”（19:30～21:00）牧吉佐登、永井康之

木曜日
- 中川喜久のシルバー讃歌（18:00～19:00）
- 岩崎心平の今夜もしんぺい（19:30～21:00）

金曜日
- 金曜!生デス!麒麟デス!（18:00～21:00）

### 2003年度
火曜日
- 梶子のちょっとひとりごと(18:00～19:00）梶浦梶子
- 男と女のおしゃべりナイト（19:30～21:00）梶浦梶子、岩崎正美、関口まい

水曜日
- 大五郎の京都酔唄（18:00～19:00）
- 水曜夜は吉佐登DEナイト（19:30～21:00）牧吉佐登

木曜日
- 秋人のスターダストガーデン（18:00～19:00）
- 遙洋子の女の言い分・男の言い分（19:30～21:00）

金曜日
- 金曜!生デス!麒麟デス!（18:00～21:00）

### 2004年度
火曜日
- 梶子とまいのちゃっちゃっと行こか(18:00～19:00）梶浦梶子、関口まい
- 男と女のおしゃべりナイト（19:30～21:00）梶浦梶子、岩崎正美、関口まい

水曜日
- KITAYAMA音楽アベニュー（18:00～19:00）大五郎、大野実
- 水曜夜は吉佐登DEナイト（19:30～21:00）牧吉佐登、桂紅雀

木曜日
- 木曜夜あそび倶楽部　～アンニョン！韓☆流～（18:00～19:00）李由美
- 木曜夜あそび倶楽部（19:30～21:00）李由美、孝藤右近・佐近、堀内圭三

金曜日
- ブラックマヨネーズのBlack'nラジオ（18:00～21:00、中断19:00～19:30）ブラックマヨネーズ、内田香織

### 2005年度
これ以降、放送時間は I→18:00～19:00、II→19:30～21:00
火曜日
- I 梶子の宵々倶楽部（梶浦梶子）
- II 男と女のおしゃべりナイト（梶浦梶子、岩崎正美、関口まい）

水曜日
- I DREAM PROJECT（大五郎、大野実）
- II 吉佐登・タージンの夜はこれから（牧吉佐登、タージン）

木曜日
- I 堀内・羽川のGENKI倶楽部（堀内圭三、羽川英樹）
- II 羽川英樹の京・奈良・近江☆みつけ旅（羽川英樹）

金曜日
- I・II ブラックマヨネーズのBlack'nラジオ（ブラックマヨネーズ、内田香織）

### 2006年度
火曜日
- I 梶子の宵々倶楽部（梶浦梶子）
- II 男と女のおしゃべりナイト（梶浦梶子、小山浩子、こせん）

水曜日
- I 里見まさとのオヤジサロン（里見まさと、村上祐子）
- II 吉佐登・瓶成の夜はこれから（牧吉佐登、笑福亭瓶成）

木曜日
- I 新!居酒屋・清次（佐々木清次、山田さつき）
- II 羽川英樹の京・奈良・近江☆みつけ旅（羽川英樹、美馬ちひろ）

金曜日
- I・II 金曜ストリークナイター（ストリーク、内田香織）

### 2007年度
火曜日
- I 梶子の宵々倶楽部（梶浦梶子、小山浩子）
- II 男と女のおしゃべりナイト（梶浦梶子、小山浩子、こせん）

水曜日
- I アンニョン!韓☆流（郭ユンミ）別枠含め2004年から2009年まで韓国再発見の番組提供で放送
- II 吉佐登・瓶成の“おこしやす！”（牧吉佐登、笑福亭瓶成）

木曜日
- I 長原成樹・天海源一郎の夕刊マーケット（長原成樹、天海源一郎、竹中美彩）
- II 羽川英樹の京・奈良・近江☆みつけ旅（羽川英樹、美馬ちひろ）

金曜日
- I・II 金曜ジャルジャルアワー（ジャルジャル、内田香織）

### 2008年度
火曜日
- I 男と女のおしゃべりナイト（梶浦梶子、こせん、大八木文香）
- II 男と女のおしゃべりナイト（梶浦梶子、こせん、大八木文香）

水曜日
- I 山口進の落語NEXT（山口進）
- II 進と染二の とりあえずラジオ（山口進、林家染二）

木曜日
- I 羽川英樹の悠遊らじお（羽川英樹）
- II 羽川英樹の京・奈良・近江☆みつけ旅（羽川英樹、藤原宏美）

金曜日
- I・II 金曜ジャルジャルアワー（ジャルジャル、内田香織）

### 2009年度
火曜日
- I 田渕岩夫の6時です!（田渕岩夫、和泉夏子）
- II 男と女のおしゃべりナイト（梶浦梶子、こせん、大八木文香）

水曜日
- I　フォーbyフォー～心のハーモニー　-月曜19:30-20:00から移動
- II オトナの放課後（関西大学国際部アレクサンダー・ベネット）

木曜日
- I 羽川英樹の悠遊らじお（羽川英樹）
- II 羽川英樹の京・奈良・近江☆みつけ旅（羽川英樹、藤原宏美）

金曜日
- I・II 金曜ジャルジャルアワー（ジャルジャル、北川智美2009年10月 - ）

### 2010年度
火曜日
- I・II 田渕岩夫の6時です!（田渕岩夫、和泉夏子）

水曜日
- I 羽川英樹の悠遊らじお（羽川英樹）
- II 羽川英樹の京・奈良・近江☆みつけ旅（羽川英樹、藤原宏美）

木曜日
- I・II 銀シャリの炊きたてふっくらじお（銀シャリ、木村寿伸）

金曜日
- I・II 藤崎ぷ〜ケット（藤崎マーケット、北川智美）

### 2011年度
火曜日
- I・II 滝トールのおつかれさん!（滝トール、和泉夏子）

水曜日
- I 羽川英樹の悠遊らじお（羽川英樹）
- II 羽川英樹の京・奈良・近江☆みつけ旅（羽川英樹、藤原宏美）

木曜日
- I 栢木寛照 熱血説法 こころのラジオ（海平和）
- II 木村寿伸 オトナの90分・一本勝負（木村寿伸）

金曜日
- I・II 藤崎ぷ〜ケット（藤崎マーケット、北川智美）

## 備考
- 1992～1993年期においては、1992年のプロ野球セントラル・リーグにおけるヤクルトスワローズと阪神タイガースの優勝争いが最終戦近くまでもつれ込んだため、同年10月初旬の間「フリーウェーブスペシャル・プロ野球ナイター中継」と題して野球放送（詳細は不明）を直前まで継続、セントラル・リーグの優勝争いを最後まで追っていた。